# Riera de la Selva
La Riera de la Selva és un curs fluvial situat al terme de la Selva del Camp a la comarca catalana del Baix Camp.
Neix a les muntanyes de L'Albiol i es forma a partir de l'aportació de diversos barrancs, barranc del Mas de Galofre, barranc del Salt, barranc de Rajadell, barranc de Vallverdú i el barranc del Gatellar, aquest últim nascut al Coll de la Batalla.
La riera baixa paral·lela a la carretera a Vilaplana (TP-7013) fins que creua la C-14 i a l'altura del Mas de Bertran s'ajunta amb el torrent de les Voltes per seguir fins al terme municipal de Vilallonga del Camp on es troba amb la riera del Burguet.
Passat Vilallonga la riera queda soterrada pel polígon nord del Complex petroquímic de Tarragona el qual el creua fins a desembocar al riu Francolí.